# Dongosaru
Dongosaru – miejscowość na wyspach Palau, stolica stanu Sonsorol, położona na zachodnim wybrzeżu wyspy Sonsorol. Liczba ludności wynosi około 30 osób.
Dongosaru to również alternatywna nazwa dla wyspy Sonsorol.